# Свято-Успенський храм (Гірське)
Свято-Успенський храм — храм, розташований в Луганській області в місті Гірське, вул. Соборна,10. Пам'ятка архітектури місцевого значення.

## Історія
1797 року був отриманий дозвіл на спорудження кам'яної церкви на ім'я Успіння Божої Матері. Цього ж року було освячено місце під будівництво храму. 1797 року Свято-Успенська церква в с. Гірське-Іванівка Славяносербського уїзду Екатеринославської губернії була добудована.  Біля храму знаходиться садиба священника. Церковна земля — 34 десятини в 8 верстах і давала дохід 2000 рублів. В с. Гірське було 4 школи: 3 земських, 1 церковно-приходська, яка фінансувалась церков'ю с 1900 р.
1914 року за сто метрів від старого храму розпочали будівництво величного храму у вигляді хреста. На початку Другої світової війни майже добудована споруда була розібрана.
1935 року Свято Успенську церков закрили. Протоієрей Сергій Архангельський зміг зберегти ікони «Іверська ікона Божої матері» і «Нерукотворний образ Спасителя» та повернув при відкритті храму.
Під час Другої світової війни з 1943 року богослужіння було відновлено.
Храм прикрашають іконостаси та росписи. Храм діючий.

## Духовенство
З 1908 - протоієрей Сергій Михайлович Архангельський. Наступними священнослужителями храму були -  Іакім Могільний, Георгій Кобзар, Василь Деркач, Михайло Хитя, Василь Лобов, Георгій Дубовик. З 2000 року - ієрєй Леонид Прокопчук.